# Юніон-Сіті (Каліфорнія)
Юніон-Сіті (англ. Union City) — місто (англ. city) в США, в окрузі Аламіда штату Каліфорнія. Населення — 70 143 особи (2020). Завдяки своєму розташуванню місто входить до Кремнієвої долини.

## Географія
Юніон-Сіті розташований за координатами 37°36′10″ пн. ш. 122°1′8″ зх. д. / 37.60278° пн. ш. 122.01889° зх. д. (37.602843, -122.018978).  За даними Бюро перепису населення США в 2010 році місто мало площу 50,42 км², уся площа — суходіл.

### Клімат
| Клімат : Юніон-Сіті          | Клімат : Юніон-Сіті | Клімат : Юніон-Сіті | Клімат : Юніон-Сіті | Клімат : Юніон-Сіті | Клімат : Юніон-Сіті | Клімат : Юніон-Сіті | Клімат : Юніон-Сіті | Клімат : Юніон-Сіті | Клімат : Юніон-Сіті | Клімат : Юніон-Сіті | Клімат : Юніон-Сіті | Клімат : Юніон-Сіті | Клімат : Юніон-Сіті |
| Показник                     | Січ.                | Лют.                | Бер.                | Квіт.               | Трав.               | Черв.               | Лип.                | Серп.               | Вер.                | Жовт.               | Лист.               | Груд.               | Рік                 |
| Середній максимум, °C        | 14,4                | 16,7                | 18,3                | 19,4                | 21,7                | 23,9                | 25,0                | 25,0                | 25,0                | 22,8                | 17,8                | 14,4                | 20,4                |
| Середній мінімум, °C         | 5,6                 | 7,2                 | 8,9                 | 10,0                | 11,7                | 13,3                | 14,4                | 15,0                | 13,9                | 12,2                | 8,9                 | 5,6                 | 10,6                |
| Норма опадів, мм             | 75                  | 77                  | 59                  | 26                  | 12                  | 3                   | 0                   | 1                   | 4                   | 21                  | 43                  | 65                  | 386                 |
| ---------------------------- | ------------------- | ------------------- | ------------------- | ------------------- | ------------------- | ------------------- | ------------------- | ------------------- | ------------------- | ------------------- | ------------------- | ------------------- | ------------------- |
| Джерело: The Weather Channel |                     |                     |                     |                     |                     |                     |                     |                     |                     |                     |                     |                     |                     |

## Демографія
Згідно з переписом 2010 року, у місті мешкало 69 516 осіб у 20 433 домогосподарствах у складі 16 677 родин. Густота населення становила 1379 осіб/км².  Було 21258 помешкань (422/км²).
Расовий склад населення:
| - 50,9 % — азіатів - 23,9 % — білих - 6,3 % — чорних або афроамериканців - 1,3 % — вихідців з тихоокеанських островів - 0,5 % — корінних американців - 10,4 % — осіб інших рас |

До двох чи більше рас належало 6,7 %. Частка іспаномовних становила 22,9 % від усіх жителів.
За віковим діапазоном населення розподілялося таким чином: 24,2 % — особи молодші 18 років, 64,7 % — особи у віці 18—64 років, 11,1 % — особи у віці 65 років та старші. Медіана віку мешканця становила 36,2 року. На 100 осіб жіночої статі у місті припадало 97,5 чоловіків;  на 100 жінок у віці від 18 років та старших — 93,8 чоловіків також старших 18 років.
Середній дохід на одне домашнє господарство  становив 102 353 долари США (медіана — 85 521), а середній дохід на одну сім'ю — 109 613 долари (медіана — 93 861). Медіана доходів становила 55 951 долар для чоловіків та 50 779 доларів для жінок. За межею бідності перебувало 8,1 % осіб, у тому числі 9,8 % дітей у віці до 18 років та 8,1 % осіб у віці 65 років та старших.
Цивільне працевлаштоване населення становило 34 722 особи. Основні галузі зайнятості: освіта, охорона здоров'я та соціальна допомога — 21,6 %, виробництво — 16,1 %, науковці, спеціалісти, менеджери — 14,6 %.